# Miss Ambition
Miss Ambition è un film muto del 1918 diretto da Henry Houry.

## Trama
Marta è una bellissima ragazza. Di modeste condizioni, è fidanzata con Larry Doyle e vive facendo la sarta. Un giorno, Edith Webster, una ricca signora dell'alta società, le offre lavoro come sua cameriera, aprendole davanti un mondo di lusso. Marta, attratta dalla ricchezza, dimentica completamente Larry e accetta di posare per Nowland Wells, il fidanzato di Edith, uno scultore che sta lavorando a una statua dal titolo Miss Ambition. L'uomo, preso dalla bellezza della sua modella, la prende tra le braccia con passione ma, in quel momento, giunge Edith che sorprende i due. Dopo essere stata licenziata, Marta diventa un'emarginata ma non abbandona l'idea di una scalata sociale, riuscendo a sposare il milionario Dudley Kelland. L'uomo, però, geloso di lei, si avventa ubriaco contro la statua che, cadendo, lo schiaccia.
La giovane vedova, erede della fortuna di Kelland, aiuta di nascosto Nowland, che sta attraversando una brutta crisi finanziaria, cedendogli tutto il suo denaro. Quando Nowland scopre che la sua benefattrice è Marta, torna da lei ancora innamorato.

## Produzione
Il film fu prodotto dalla Vitagraph Company of America.

## Distribuzione
Il copyright del film, richiesto dalla Vitagraph Co. of America, fu registrato il 14 ottobre 1918 con il numero LP12974.
Distribuito dalla Greater Vitagraph (V-L-S-E), il film uscì nelle sale cinematografiche statunitensi il 25 novembre 1918.